# タスマニアデビル
タスマニアデビル (学名: Sarcophilus harrisii) は、哺乳綱フクロネコ形目フクロネコ科タスマニアデビル属に分類される有袋類。フクロアナグマ（袋穴熊）とも呼ばれる。

## 分布
オーストラリア（タスマニア州）
以前はオーストラリア南部広域に分布していた。

## 形態
|  |  |  |
|  |  |  |

体高30 cm程度
体長（尾を含まない）50 - 60 cm
尾の長さ20 - 30 cm
体重雄10 - 12 kg、雌6 - 8 kg
フクロオオカミ絶滅後は、現生では最大の肉食性有袋類である。黒色（または黒褐色）の毛に覆われており、たいていは胸・腰のあたりに白い模様がある。耳の被毛は薄く、興奮すると血色が透けてピンクや赤色が鮮明になる。
上顎部の2本の鋭い牙は、一生伸び続ける。尻尾には脂肪がためられるようになっており、栄養状態の悪い個体の尻尾は細い。
走るときには後ろ足を揃えて出すため、後ろ足よりも前足の方がやや長いことと相まって、ユーモラスな動きになる。四肢に鋭い爪を備えているが、攻撃用ではなく、巣穴の土掘りに活躍する。子供の頃は身が軽く、低木によじ登ることもできる。若い個体が木登りできるのは、母親の背中によじ登る習性の故である。
有袋類の特徴である育児嚢は、カンガルーと異なり、後ろ向きについている。これは四足歩行で土を掘り返す習性のためで、袋の中に土が入らないようになっている。本種よりも穴掘りがずっと得意なウォンバットや木登りをするコアラの育児嚢も同じく後ろ向きである。
通常あまり臭わないが、ストレスを感じたり興奮したりすると強い体臭を発する。視力は弱いが、優れた嗅覚と聴覚を持っている。

### デビル顔面腫瘍性疾患
デビル顔面腫瘍性疾患（デビルがんめんしゅようせいしっかん、英: devil facial tumour disease、米: devil facial tumor disease、DFTD）は、タスマニアデビルの顔面や頚部に発生する致死性の悪性腫瘍（癌）である。単にデビル病（デビル癌）とも呼ばれる。繁殖や餌の争奪時における咬傷を通じて癌細胞自体が臓器移植のように他のデビルに直接伝染するとみられている。1996年に初めて発生が報告されてから被害は急速に拡大している。
多くは口の周囲に発生し、徐々に頭部・頚部など周辺組織に浸潤して病変部は拡大してゆく。転移する頻度は高く、主にリンパ節・肺・脾臓などが侵される。腫瘍の肥大化により口や目が塞がれ、餌を取れなくなることで餓死に至る。多くは発症から6か月以内に死亡するが、1年に及ぶ生存例も少数ながら報告されている。長期生存個体の免疫学的・遺伝学的解析が期待されるものの、2009年末の時点で有効な治療法は確立されていない。2008年7月26日のタスマニア地元紙マーキュリーにて、変異した病原体が、少なくとも9体発見されたという報告が発表された。
DFTDは腫瘍であるにもかかわらず、野生の個体間で伝染性に広がってゆく特徴を持つ。発生以後、DFTDの原因、治療法などの研究が多くの大学機関・病理学者によって行われ、その病態が徐々に明らかにされつつある。当初は環境汚染物質の影響や腫瘍ウイルスの感染症が疑われたが、2010年、DFTD腫瘍25株の大規模遺伝子解析から、腫瘍は身体接触を介して個体から個体へ伝播すること、末梢神経を保護するシュワン細胞に由来する腫瘍であることが確認された。また、シュワン細胞で特異的に発現されるペリアキシン（periaxin）というタンパク質が存在していることから、ペリアキシンはDFTDの診断マーカーや治療法開発に利用できる可能性がある。
一方、染色体の核型研究により、DFTD癌細胞の際立った特徴が明らかにされている。タスマニアデビルの染色体は通常7対14本だが、DFTDの癌細胞には13本しかなく、しかも性染色体を含む5本の欠失に加え4本の異常染色体が出現するなど、複雑な再構成が生じている。この染色体異常は異なる個体から採取された全ての癌細胞で共通しており、同一起源の癌細胞が接触等により他個体に伝染してきたことの強い証拠と捉えられている。
同じような核型異常を示す腫瘍として、イヌに発生する可移植性性器腫瘍（英: Canine transmissible venereal tumor、CTVT）との類似点が指摘されている。正常なイヌの体細胞が持つ染色体数は78本であるのに対し、CTVTの腫瘍細胞には58 - 59本しかない。CTVTは日本を含む世界各地で発生しているが、核型異常の特徴はほぼ共通しており、DFTD同様に単一起源と見られている。転移はまれで自然に退縮にする場合もあるなどDFTDとは相違点もみられるが、感染性腫瘍はヒト・動物を通じてこの2疾患しか知られていないことから関連が注目されている。
感染に対する免疫反応や治癒例は現在のところ確認されていない。タスマニアデビルの遺伝子プールは非常に小さく、免疫反応に重要な役割を果たす遺伝子の集合領域である主要組織適合遺伝子複合体（MHC）には、遺伝的多様性がほとんどない。最初の1匹に生じた癌細胞にMHCの異常が含まれていたために、他の個体にも免疫反応が起きず、感染が成立した可能性が指摘されている。
1996年にタスマニア北東部で初めて報告された後、DFTDの感染地域は拡大の一途をたどっている。2006年12月までにタスマニア東部から中部（島面積の約2/3）で感染例が報告され、個体数は過去10年間に33 - 50 %程度減少したという野外調査もある。1992 - 1995年と2002 - 2005年の個体目撃数を比較すると、タスマニア州平均で約60 %、北東部では約10 %までに減少している。2009年時点で個体数は70 %減少し生息域の60 %に疾患の発生が見られるなど、何らかの策を講じない限り今後50年間で野生のタスマニアデビルは絶滅する恐れがあると専門家らは警告している。北西部での発生は比較的少なく、この地域の個体群は他地域の群と比べ遺伝的相違が多いことと関連している可能性がある。
生態調査で捕獲されるDFTD罹患個体のうち83 %までが成獣である。成獣の発症が多いのは、主に餌を巡る争いや求愛行動の際の咬傷を介して感染するためと考えられている。1964 - 1995年に捕獲されたタスマニアデビルの総数は2,000匹を超えるが、DFTD様の症状に関する報告は皆無だった。これは発生以降の感染規模拡大がいかに早かったかを示しており、epidemic / pandemic（爆発的に広がる強い伝染病）あるいはzoodemic（その動物版）と称される理由となっている。

## 分類
属名Sarcophilusは古代ギリシャ語で「肉」の意があるsarxと、「愛する・好む」の意があるphilusに由来する。
タスマニアデビルが自然学者ジョージ・プリドー・ロバート・ハリスによって初めて学問的に紹介されたのは、1807年のことである。その論文中ではオポッサム属に分類され、Didelphis ursinaと名付けられた。1838年、リチャード・オーウェンによってフクロネコ属に分類し直され、Dasyurus laniariusと改名された。次いで1841年にはピエール・ボアタールがタスマニアデビル属に分類し、Sarcophilus harrisiiと名付けた。属名はともかく、最初の学名の種小名ursinaまで先取権で用いることができなかったのは、Didelphis ursinaが先にウォンバットに与えられていたことが判明したためである（今もウォンバットの種小名として男性形ursinusが用いられている）。種小名はジョージ・ハリスにちなみ「ハリスの」という意味である。
1987年、同種を Sarcophilus laniarius へと更に分類・改名しなおす試みがなされた。しかし、その根拠となったのはオーストラリア本土で発見された数体の化石に過ぎず、分類学上ひろく受け入れられるには至らなかった。系統学上、タスマニアデビルともっとも近い肉食有袋類はフクロネコで、より遠いのがフクロオオカミとされている。
タスマニアデビル属の生物は3種が知られており、うち2種（S. laniariusとS. moornaensis）は更新世の化石種である。S. laniariusは現存する本種よりも10 kgは大きかった。3種の系統上の関係はよくわかっておらず、本種はS. laniariusが矮化したものとする説と、本種とS. laniariusは別種で、更新世には併存していたとする説がある。

## 生態
夜行性で、昼間は穴ぐらや藪の中に潜んでいるが、夜になると餌を求めて1晩に16 kmほど移動することがある。食性は肉食で、主には死肉を食すが、およそ肉食に分類される獲物ならば何でも食べ、ポッサム・小型のワラビーなどの哺乳類、鳥類、昆虫類等を捕食する。ウォンバットは脂肪を多く含むため好むようで、タスマニアデビルよりも2 - 3倍以上も体の大きなウォンバットの成体を襲った記録もある。野生のデビルの胃からホヤが見つかったこともある。
体の割に大きな頭が骨をも噛み砕く顎の強さを生み出しており、骨・皮・毛・羽等、何でもバリバリと噛み砕いて食べてしまう。顎の力については、体の大きさと咬む力の強さの比率で言えば現生の哺乳類では最強、あるいは、タスマニアデビルの6倍以上大きい体格のハイイロオオカミとほぼ同じという説もある。標準的には1日に自身の体重の15%ほどの食餌を要するが、体重の実に40 %近い獲物を30分でたいらげてしまうことが可能である。動物の死体を処理することで、公衆衛生やスムーズな食物連鎖の回転に寄与している。
気性が荒く、個体同士が餌の奪い合いで激しい争いになることもある。鳴き声が非常に特徴的で、「背筋の凍るような」「数 km先まで響き渡る」と形容されるうなり声・叫び声を上げる。争いなのかコミュニケーションの一環なのか、恐ろしげな威嚇の鳴き声・ジャブの応酬・果ては本格的な喧嘩や多少の怪我はタスマニアデビルにはつきものである。顔や腰周辺の傷跡の多寡で年齢や性別を推測できたりもする。自分より上位の個体との対決は避ける傾向にあるため、顔周辺の傷が少ない方が若く、背中や腰に傷があると繁殖行動を経た雌の成体であることが多い。
一方で、自分より大型の動物に対しては臆病で、格上の個体や人間等に対して牙をむき出してうなるのは攻撃性のゆえではなく、むしろパニックになっているか直接的な争いを避けるためのハッタリである。大きく口を開けて叫びつつ今にも襲いかかってきそうな野生個体に遭遇したら、そのまま距離をおいて黙って待つことである。攻撃しなければ、逃げていく。
縄張り意識はさほど強くはなく、数匹の縄張りが重なり合っていることもある。腐肉の臭いに誘われて集まった同格の個体が、争ったり威嚇したりしながらも、ひとつの獲物に同時に食らい付いていることもまれではない。そのような時には、ヒゲで他の個体との距離を測りつつ食べては争う。
タスマニアデビルは現存する中で最大の肉食性有袋類であり、ノラネコのような外来性の中間捕食者の増加を抑える役割がある。

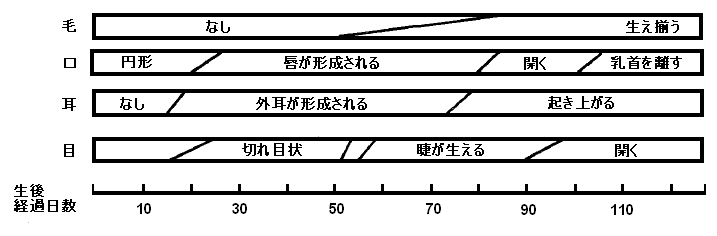
生まれたばかりのタスマニアデビルの発育段階。斜め線は変化の開始から終了までの期間を示す。例えば、体表が毛で覆われるのには41日間かかる。

繁殖期は通常3月（タスマニアでは初秋）。雌は妊娠しなければ3週間の発情期内に3回ほど排卵する。繁殖期を迎えた雌は首周りに脂肪がたまり、巣作りをはじめる。雄同士は雌を巡って激しく争い、勝者の雄は雌を3 - 5日ほど巣に監禁して生殖行動を行う。選択権は主に雌にあり、複数の雄と交渉を持とうとするため、他の雄が近付かないよう、雄は相手の雌を巣穴に閉じ込めて監視する。雌が巣穴を出ようとすると、雄は雌を攻撃して連れ戻す。野生のつがいが8日間も巣穴から出てこなかったという記録もある。飼育下では、雄が雌に餌を運ぶ様子や、雄が水を飲みに行く時に雌を一緒に引きずって行く様子などが観察されたことがある。雌はしばらくは雄に従っているが、3 - 5日ほどでホルモンバランスが変化し雄に反撃するようになり、雄を巣穴から追い出してしまう。
有袋類、言い換えれば無胎盤類であるタスマニアデビルの妊娠期間は約3週間で、カンガルー等と同様、胎児が非常に未熟な状態で出産する。一度に20 - 40匹生まれる米粒ほどのサイズの胎児は、産道の出口から6 - 7 cm離れたところにある育児嚢に向かって移動する。育児嚢には乳首が4つしかないので、生き残るのは無事たどりついて乳首にしっかり固定された最大4匹の胎児だけとなる。通常は2 - 3匹の赤ん坊を子育てすることになる。
生まれたときは小さいジェリービーン様だが、育児嚢で4か月過ごすと200 gほどに成長し、見た目は成獣とそっくりになる。その時点で育児嚢から出てくるが、カンガルーやワラビーと違い、いったん袋の外に出ると戻ることはない。更に3か月ほどは巣の中に留まり、母親の袋に顔をつっこんでは授乳してもらう。
10 - 12月（春）には巣の外に出るようになり、1月（夏）には独り立ちするが、その後の1年間を生き延びる個体は半数ほどである。生後2年で成熟し、2年目の3月には繁殖期を迎える。
3年目には大人の大きさまで成長する。
タスマニアデビルの寿命は野生で5 - 6年、飼育下では6 - 7年である。DFTDの感染地域では2 - 3年しか生きられない個体が多く、繁殖期を生き延びて無事に子育てを終えることは皆無ではないがまれである。

## 人間との関係
現在はタスマニア島のみに生息するが、古くはオーストラリア大陸にも生息していたことが化石により判明しており、同大陸ではヨーロッパ人到達以前の14世紀終わり頃に絶滅した。オーストラリア大陸での絶滅はフクロオオカミと同様に、人類がもたらしたイヌが野生化したディンゴの影響があると思われる。
1800年頃から入植を始めたヨーロッパ系住民は、家禽や家畜を襲う害獣として、また鳴き声や死体を漁る姿を悪魔に例えて忌避した。1830年には羊毛・畜産の民間企業による奨励金（雌35セント、雄25セント）が、また1888年には政府によって同様の奨励金が設けられ、フクロオオカミと共に駆除が奨励された。しかし、1936年にフクロオオカミが絶滅するとタスマニアデビルを保護する気運が高まり、1941年に保護法が成立し現在に至っている。
1996年に初めて公式に報告された「デビル顔面腫瘍性疾患(DFTD)」と呼ばれる病気によって、この10年間で30 - 40 %まで個体数が減少している。自然発生的な伝染病のみを原因として生物が絶滅することはまれだが、環境的な要因が加わると、加速度的に個体数が減少する可能性がある。2000年前後にハンティング目的で不正にもたらされたキツネが野生化して個体数を増やしつつあり、仮にDFTDが収束したとしても、いちど食物連鎖の頂点を追われた動物が元の地位・生息数・生息地域に戻ることは困難である。2006年、オーストラリア政府は本種を絶滅危惧種（危急 - Vulnerable）に指定した。
- オーストラリアでも現在「絶滅危惧」（Endangered）にランクされている[29]。
- 2007年11月、タスマニア大学のロイ・スウェイン（Roy Swain）博士が委員長を務める絶滅危惧種顧問委員会（Threatened Species Scientific Advisory Committee）は「絶滅危惧」（Endangered）への変更を勧告した[30]。近い将来、野生のデビルはほぼ間違いなく絶滅すると見られている（絶滅までの期間は5年から20 - 30年まで諸説ある[31][32]）。
- 2008年5月、タスマニア州から絶滅危惧種に指定されると発表された[33][34]。

タスマニア州政府農水省（DPIW：the Department of Primary Industries and Water）・大学・自然公園・動物園などによる共同保護プログラムが実施されている。主には以下のように分類されている。
- 生息数調査
- 病理研究
- 野生保護区
- 人工飼育

なお、DFTDプログラムでは、随時ボランティアを募集している。
野生のデビルを捕獲・観察し、また捕獲後は動物医による診断を行っている。リリース前にマイクロチップを装着しており、訓練を受けたボランティアがマイクロチップ読取機で個体数や移動範囲の特定に貢献している。罠による捕獲では毎日チェックし中の個体をケアする必要があるため、日次チェックに適さない地域では遠隔操作カメラも導入され効果をあげている。
捕獲に使用される罠は特製で、日中穴倉にもぐりこむタスマニアデビルの習性にあった形状をしている。ストレスを感じさせないのは勿論のことだが、よほど居心地が良いのか、中にはしょっちゅう罠に入り込んでは仰向けで熟睡している個体もいるそうである。
島南東部に位置するタスマン半島と本島とを繋ぐ唯一の橋を封鎖し、健康なデビルを隔離・生息させようという試み。半島と本島をつなぐ橋に、タスマニアデビル避けの網や、タスマニアデビルサイズの生物に反応するセンサー式のウォータージェット・ライト・録音した犬の鳴声を仕掛けるなどのアイディアがある。
2004年にプログラムがスタートしてから3年の間に、DFTDに罹患したタスマニアデビル60匹が保護・退去となっている。2006年前半6か月の監視カメラによる記録では、外部から半島へ入ってきたタスマニアデビルはわずか2匹に留まっている。
「箱舟」プロジェクトでは、2006年12月と2007年1月の2度にわたって、総勢48匹のタスマニアデビルをオーストラリア本土の4つの自然動物公園へ送り込んだ。同プロジェクトの舞台としてタスマニア州外の動物公園が選ばれたのは、DFTDの脅威と無縁だからだ。タスマニア州でもDFTDの発症例がない地域から集められた48匹が、箱舟に乗せられた。
2007年4月、カランビン自然動物公園で人工飼育下のタスマニアデビルの袋に子供が4匹入っていることが確認された。
2007年6月には、ニューサウスウェールズ州ゴスフォードのオーストラリア爬虫類公園で、タスマニアデビルの赤ちゃん10匹が生まれた。母親となったのは、DFTDプログラム下で人工飼育した「健康保証つき」の3匹だ。この他、同公園に送られた2006年12月時点で、すでに離乳前の新生児が袋の中にいた雌が1匹いる。
同園では、遺伝子の多様性を保ち近親交配を予防するため、3匹の雌をそれぞれ2匹の雄と交配させた。

### 民間の保護活動
旅行者の目撃情報
タスマニアデビルの目撃情報は、生息地域や感染地域に関する重要な情報源となり得る。旅行中にデビルを目撃した場合（生死問わず。路肩の野生動物の轢死体を漁りに来て二次被害にあった事故死体も含む）、DFTDプログラムは次の事柄に関する情報を求めている：
1. 雌雄
2. 大体の年齢、大きさ（体重を目測できなければ、ネコ・小型犬・小さい中型犬などの描写でも可）
  1. 子供：4 kgくらいまで（猫程度の大きさ）で、古い傷跡がない。
  2. 若い：4 - 6 kgで、傷があることもある。
  3. 成体：6 kg以上で、顔や腰周りに古い傷跡がある。
3. 健康状態（通常は尻尾が太ければ健康）
  1. 良い
  2. そこそこ
  3. 悪い
4. 病変の有無、位置、大きさ（腫瘍が見当たらない場合はそのように明記。写真があればベスト）
5. 目撃場所（GPSがあれば座標情報）
6. 発見日
7. 明らかな死因があるかどうか（交通事故死など）
8. まだ生きていれば、反応・行動などのメモ

このチェックリストは、国立公園や野生動物公園のビジターセンターで配布されている。電話報告は24時間受付。ただしDPIWの営業時間外は留守電に伝言を残す形式で、翌営業日に折り返し連絡になる。
路上にある動物の屍骸撤去
タスマニアの田舎の幹線道路では、夜間に車に轢かれた野生動物の死体が散在している。死肉に惹かれたデビルが餌に夢中になっているうちに轢かれてしまう事故も、頻繁に起こる。そのような二次交通災害を防ぐために、路上の動物の死体を路肩に寄せてやることも、重要な保護活動となる。
マックスバリュ東海
マックスバリュ東海は、DFTDプログラムにタスマニアデビル支援金を贈呈する活動を行っている。青果物の仕入れが縁で始まったという支援活動で、2回目の寄付となる2006年6月には約30,000オーストラリア・ドルが寄付された。内訳は、店内設置の募金箱に集められた寄付金、およびそれと同額のマックスバリュ東海拠出の寄付金である。
カンタス航空
カンタス航空はオーストラリア国内の空港にタスマニアデビルの彫像を冠した募金箱を設置している。

### マリア島への移住計画と生態系への影響
2012年、タスマニアデビルの絶滅のおそれの要因となっていた顔のがんから保護するため数頭のタスマニアデビルがマリア島に移された。しかし、地元の自然保護団体「バードライフ・タスマニア」によると、タスマニアデビルの移動により島には2012年に3000組いたペンギンのつがいが全く見られなくなったとしている。また学術誌「Biological Conservation」の2020年の論文はタスマニアデビルがミズナギドリのコロニーを絶滅させたと指摘している。